# Jainemys
Jainemys is een geslacht van uitgestorven bothremydide pleurodire schildpadden dat is gevonden in de Lametaformatie in India. 
Oorspronkelijk beschreven door professor Sohan Lal Jain, een paleontoloog verbonden aan het Indian Statistical Institute, in 1977 onder de naam Carteremys pisdurensis, werd de soort overgebracht naar het nieuwe geslacht Jainemys door Joyce & Bandyopadhyay in 2020. De geslachtsnaam eert Jain en verbindt zijn naam met een Grieks emys, 'zoetwaterschildpad'. De soortaanduiding verwees naar het dorp Pisdura.
Het holotype van Jainemys, ISI R 200, is een gedeeltelijke schedel gevonden in een laag die dateert uit het Maastrichtien en was het enige element oorspronkelijk toegewezen aan Carteremys dat nog niet aan een ander geslacht was toegewezen.
Jainemys werd gevonden als een zustertaxon van Sankuchemys.